# ジム・ギャリソン
ジム・ギャリソン（Earling Carothers "Jim" Garrison、1921年10月22日 - 1992年10月21日）はアメリカ合衆国の検事。1960年代初頭にファースト・ネームをジムに変えた。
1962年から1973年まで、ルイジアナ州から選出されたオーリンズ・パリッシュの地方検事であった。民主党のメンバーであり、ケネディ大統領暗殺事件の捜査でよく知られている。
著書である「JFK ケネディ暗殺犯を追え」は1988年に刊行、日本での翻訳は1992年に早川書房が刊行された。原作となった映画『JFK』のモデルになり、彼の役をケビン・コスナーが演じた。また、自身もアール・ウォーレン役で出演した。

## 著書
- A Heritage of Stone (1970).
- The Star Spangled Contract (1976). 『ウォルナット計画』田中融二訳 新潮社、1977年6月。 - ケネディ暗殺事件を題材としたフィクション。
- On the Trail of the Assassins: My Investigation and Prosecution of the Murder of the President Kennedy (1988). 『JFK ケネディ暗殺犯を追え』岩瀬孝雄訳 早川書房〈ハヤカワ文庫NF〉、1992年2月。ISBN 4-15-050167-X